# Kenyában történt légi közlekedési balesetek listája
A Kenyában történt légi közlekedési balesetek listája mind a halálos áldozattal járó, mind pedig a kisebb balesetek, meghibásodások miatt történt, gyakran csak az adott légiforgalmi járművet érintő baleseteket is tartalmazza évenkénti bontásban.

## Kenyában történt légi közlekedési balesetek

### 2018
- 2018. június 7., Kenya középső részén. A Fly Sax légitársaság 5Y-CAC lajstromjelű, Cessna C208 típusú kis repülőgépe hajtóműhiba miatt lezuhant. A balesetben 10 fő vesztette életét.[1][2]

### 2021
- 2021. január 12., Irima Hill, Tsavo East Nemzeti Park, Taita Taveta megye. Több katona életét vesztette, mikor hegynek csapódott egy katonai repülőgép.
- 2021. május 31., Muanda, Vuria Hill, Tsavo East Nemzeti Park, Taita Taveta megye. Ketten életüket vesztették, mikor lezuhant egy Cessna 172 típusú repülőgép. A gép pilótája túlélte az esetet.
- 2021. június 15., Vuria Hill, Tsavo East Nemzeti Park, Taita Taveta megye. Kényszerleszállás közben hegyoldalnak ütközött egy Cessna 172 típusú repülőgép.  A balesetben nem sérült meg senki. A baleset oka a gép meghibásodása.[3]